# Li Xin (Skilangläuferin)
Li Xin (* 31. Juli 1992 in Harbin, Heilongjiang) ist eine chinesische Skilangläuferin.

## Werdegang
Li nimmt seit 2007 an Wettbewerben der Fédération Internationale de Ski teil. Ihr erstes Weltcuprennen lief sie im Februar 2007 in Changchun, welches sie mit dem 24. Platz über 10 km Freistil beendete. Dabei holte sie ihre ersten und bisher einzigen Weltcuppunkte. Ihre beste Platzierung bei den nordischen Skiweltmeisterschaften 2009 in Liberec war der 37. Platz im 30-km-Massenstartrennen. Bei den Olympischen Winterspielen 2010 in Vancouver belegte sie den 64. Rang über 10 km Freistil. Im Februar 2011 gewann sie bei den Winter-Asienspielen 2011 die Bronzemedaille mit der Staffel. Bei den nordischen Skiweltmeisterschaften 2013 im Val di Fiemme war erneut der 37. Platz im 30-km-Massenstartrennen ihr bestes Ergebnis. Im Februar 2015 errang sie bei den nordischen Skiweltmeisterschaften 2015 in Falun waren der 39. Platz im Skiathlon und der 17. Rang im Teamsprint ihre besten Platzierungen. Bei den Winter-Asienspielen 2017 in Sapporo holte sie die Silbermedaille mit der Staffel. Ihre besten Platzierungen bei den Olympischen Winterspielen 2018 in Pyeongchang waren der 36. Platz über 10 km Freistil und der 17. Rang zusammen mit Chi Chunxue im Teamsprint. Ihre beste Platzierungen bei den nordischen Skiweltmeisterschaften 2019 in Seefeld in Tirol waren der 38. Platz im Skiathlon und der 16. Rang mit der Staffel. In der Saison 2019/20 kam sie bei der Skitour auf den 27. Platz. Bei den Olympischen Winterspielen 2022 in Peking nahm sie an fünf Rennen teil. Ihre besten Platzierungen dabei waren der 33. Platz im Skiathlon und der zehnte Rang mit der Staffel.

## Teilnahmen an Weltmeisterschaften und Olympischen Winterspielen

### Olympische Spiele
- 2010 Vancouver: 64. Platz 10 km Freistil
- 2018 Pyeongchang: 36. Platz 10 km Freistil, 37. Platz 30 km klassisch Massenstart, 49. Platz Sprint klassisch, 51. Platz 15 km Skiathlon
- 2022 Peking: 10. Platz Staffel, 11. Platz Teamsprint klassisch, 33. Platz 15 km Skiathlon, 45. Platz 10 km klassisch, 46. Platz 30 km Freistil Massenstart

### Nordische Skiweltmeisterschaften
- 2009 Liberec: 37. Platz 30 km Freistil Massenstart, 55. Platz 10 km klassisch, 56. Platz 15 km Skiathlon
- 2013 Val di Fiemme: 37. Platz 30 km klassisch Massenstart, 55. Platz 15 km Skiathlon, 64. Platz 10 km Freistil, 70. Platz Sprint klassisch
- 2015 Falun: 38. Platz 15 km Skiathlon, 54. Platz Sprint klassisch, 63. Platz 10 km Freistil
- 2019 Seefeld in Tirol: 16. Platz Staffel, 38. Platz 15 km Skiathlon, 39. Platz Sprint Freistil, 42. Platz 10 km klassisch